# Красен (област Русе)
 За другото българско село вижте Красен (Област Добрич).  
Крàсен е село в Северна България, област Русе, община Иваново.

## География
Селото се намира на 16 км южно от Русе. Най-близки са селата Щръклево от изток, Божичен от запад, Басарбово от северозапад. В селото има много забележителности, които могат да се видят.
В началото си селото е възникнало на югозапад от сегашното си местоположение и с течение на годините постепенно се е премествало, докато достига сегашната си територия. През земите на Красен е преминавал пътя от Търново, през Червен към Дунава. Днес Красен е разположен в центъра на националния природен парк Русенски Лом.

## История
Село Красен има богата история. Останали са следи от тракийска дейност още от Античността. Има няколко известни тракийски жертвеника, вдълбани в скалите. По-късно селището е било под контрола на Византия. Бурно развитие и разцвет търпи по време на Второто българско царство. Развива се християнството, изграждат се скални църкви, останки от които могат да бъдат открити и до днес, а в Иваново могат да бъдат разгледани и запазените до днес.
За името на селото съществуват множество легенди. Най-близо до истината е историята за съществуването на човек, наричан Дяда Красан, който е управлявал селището в зората на неговото създаване.
Село Красен е известено с каменните си кариери. Варовикът е използван от векове като строителен материал. Много сгради в градовете са облицовани с каменни плочи, изрязани от скалите край селото. В изкуствените галерии по-късно започва производството на култивирани гъби и е построен гъбозавод за тяхната преработка, който впоследствие е затворен.

## Религия
Жителите на с. Красен са християни.
В селото се намира една от най-старите църкви сред селата от Поломието, построена вероятно през XVII век, която е вкопана в земята. Тя и днес се използва за богослужения.
През 1942 г. до нея е построена нова църква, която не се поддържа и се саморазрушава.

## Забележителности
През 2025 година доброволци възстановяват достъпа до части от скален манастир, който се намира до селото и който е бил обитаван от монаси-исихасти. Проправена е пътека, поставени са табели и знаци. 
Пътеката води към пещера на монах-лечител от XIII век. След края на пътеката започват 60 стъпала, чрез които може да се стигне до самата пещерата и които са направени от доброволците без бетон, за да нарушават природата в района. 
Пещерата е най-високата в Поломието и от нея могат да се видят около 15 кръста. Възстановена е и старата дървена врата на пещерата, която е на над 200 години.
През април 2025 година скалната обител заедно с поставената в нея икона на Христос са осветени от свещеник от Русенска митрополия.

## Традиции
Традиционният събор на селото е винаги през първата събота на септември.
Фестивалът на гъбата е в последната събота на май и събира хора от близките селища, за да се насладят на ястия, приготвени с основна съставка гъби.